# Last Passenger
Last Passenger ist ein britischer Action-Thriller aus dem Jahr 2013 unter der Regie von Omid Nooshin, der zusammen mit Andy Love auch das Drehbuch verfasst hat. In den Hauptrollen sind Dougray Scott, Kara Tointon und Iddo Goldberg zu sehen.

## Handlung
Der alleinerziehende Lewis, ein überarbeiteter Notarzt, fährt mit seinem siebenjährigen Sohn Max spät abends vom Londoner Zentrum mit einem Pendlerzug nach Tunbridge Wells. Zufällig lernen sie im Zug die gutaussehende Sarah kennen, die sich gerade von ihrem Freund getrennt hat.
Als der Zug an ihren Aussteigebahnhöfen nicht hält, versuchen sie Kontakt zum Schaffner aufzunehmen, finden ihn jedoch nicht. Es sind nur noch sechs Personen im Zug: außer Lewis, Max und Sarah der polnische Ingenieur Jan, Peter Carmichael und Elaine, die ihre Enkel besuchen will.
Da der Zug mit halsbrecherischer Geschwindigkeit durch Bahnhöfe und Bahnübergänge rast, vermutet Peter, dass der Zug von einem Selbstmörder gekapert wurde, der einen spektakulären Unfall plant, und informiert die Polizei. Die kann jedoch einen Unfall an einem Bahnübergang mit einem PKW nicht mehr verhindern, der dabei vollkommen zerstört wird. Bei dem Aufprall erleidet Elaine einen Herzstillstand und stirbt.
Der Versuch, die Tür zum Zugführer aufzubrechen, scheitert. Jan versucht, während der Fahrt auszusteigen und die Kupplung des letzten Wagens zu lösen, schafft es aber nicht. Später sprengen sie mit einem Feuerlöscher ein Loch in den Wagenboden und können von oben die Kupplung erreichen. Nach der Trennung bleibt Lewis im vorderen Zugteil und muss in voller Fahrt hinausspringen, als dessen Dieselkraftstoff in Brand gerät. Die anderen können den abgekuppelten Wagen mit der Handbremse zum Stillstand bringen und finden Lewis lebend auf den Gleisen, während der vordere Zugteil ausbrennt.

## Rezeption
Cinema.de schreibt, Regisseur Omid Nooshin präsentiere mit Last Passenger „gediegenes Erzählkino“ und verzichte dabei „ganz bewusst auf modische Gimmicks und den heute üblichen Hightechlook“. Insgesamt sei der Film zwar „kein Überflieger, aber doch ein schöner kleiner Achtungserfolg“.
Frank Jürgens von der Neuen Osnabrücker Zeitung bezeichnet den Film als „kleine Thriller-Perle“, die „ihre Spannung mit ganz klassischen dramaturgischen Mitteln“ erziele. Auch wenn die „ganz große Überraschung zum Finale letztendlich“ ausbleibe, überzeuge Nooshins „gut besetztes und gespieltes Langfilm-Debüt auf ganzer Strecke“ und steigere sich vom „Kammerspiel“ zum „klaustrophobischen Thriller“.
Regisseur Omid Nooshin wurde bei den British Independent Film Awards 2013 für den besten britischen Debütfilm (Douglas Hickox Award) nominiert.